# Speak of the Dead
Speak of the Dead è il quindicesimo album in studio del gruppo musicale power metal tedesco Rage, pubblicato nel 2006 dalla Nuclear Blast.
Questo è l'ultimo disco in studio con Mike Terrana alla batteria.

## Il disco
L'album si può dividere in due parti principali: la prima parte, dedicata all'orchestra, è rappresentata dalla suite Lingua Mortis, accostabile al sound di album quali Lingua Mortis, XIII e Ghosts, mentre la seconda parte, legata al sound più classico dei Rage, è rappresentata dalle altre tracce, accostabile ad album come The Missing Link e Black in Mind.

## Tracce
Testi e musiche di Peter Wagner, tranne dove indicato.
1. Suite Linga Mortis (Victor Smolski, Wagner)
2. No Fear – 5:32
3. Soul Survivor – 3:42
4. Full Moon – 4:54
5. Kill Your Gods – 5:14 (Smolski, Wagner)
6. Turn My World Around – 3:59
7. Be With Me or Be Gone – 3:47
8. Speak of the Dead – 4:07

### Tracce bonus
1. La Luna Reine (Versione in spagnolo di Full Moon) – 4:52
2. Полнолуние (Versione in russo di Full Moon) – 4:52
3. Vollmond (Versione in tedesco di Full Moon) – 4:52
4. Michi-Shi Tsuki (Versione in giapponese di Full Moon) – 4:52

## Formazione
- Peter "Peavy" Wagner - voce, basso
- Mike Terrana - batteria
- Victor Smolski - chitarra, tastiere